# 田澤孝介
田澤孝介（たざわ・たかゆき、1978年11月23日 - ）は、日本のミュージシャンである。Waive解散後、ストロボを経て、ソロ活動を軸に、ロックバンド・Rayflowerや、エルニシオン、Karma、Waive、fuzzy knotなどのヴォーカリストとして活動。血液型はA型。愛称は「たか」「たっさん」「たちあん」「おとと」など。

## 人物
- 2000年より、ロックバンドWaiveを結成し活動。同バンド解散後はソロ活動を中心に様々なユニット、バンドのヴォーカリストとして活動。
- パワフルでストレートなハイトーンボイスから、ミドルテンポで聴かせる楽曲、情感豊かなバラードまで、歌の表現力を磨き続けている[2]。
- もともとギタリストであったが、バンドの初ライブの際ボーカルのドタキャンにあい、その後もギタリストとしてしばらく活動していたが、ボーカルへと転向することを決意し今に至る[3]。
- 喋り上手であり、MCやトークイベントでは積極的に喋り役に回る。本人曰く「基本的にはボケ」の立場だが、エルニシオンの小崎宏悦とUNISTのTAMATE BOXに対しては「ツッコミに回らざるを得ない」らしい。
- 曲がったことが嫌いな性格である。順番待ちの横入りや、電車内のマナー違反などが許せない。
- 非常にファン思いであり、ライブでの椅子の並びを互い違いにするなど積極的にファンの意見を取り入れて配慮することが多々ある。

## 活動
- ストロボ
詳細は【ストロボ】参照。

- 田澤孝介ソロ
すべての楽曲の作詞、作曲を自身が務める。
音源はバンドスタイルであったりピアノと歌のスタイルであったりさまざまであるが、ピアノ以外の演奏はすべて自身で行っている。
ただし、3rd mini album『想奏ノスタルジア』ではゲストミュージシャンを迎え、自身は歌に専念している[4]。
長らく、ピアノ奏者の山本裕太と田澤の歌というスタイルでライブを行ってきた。不定期でバンド形式のライブも開催され、その場合は基本的に全曲バンドアレンジで演奏される。
後述するように、最近はアコースティックギター弾き語りスタイルでもライブを行っている。
2019年、2020年ツアーではピアノと歌のスタイルで、カバー曲のみの「Cover Night」とオリジナル曲のみの「Ballad Box」を1日ずつ行う形での公演を実施。2020年ツアーはコロナ禍の影響で途中で中止になったが、同年12月、ツアー当時のセットリストにて、1日ずつの無観客配信として公演を行い、ツアーを締めくくった。
2021年12月17日、ソロ形態での活動10周年を記念して、自身初となるアコースティックギター弾き語りでのワンマンライブを無観客配信にて開催。
2022年7月より、ソロ弾き語りツアー(全12公演)を実施。
2023年は弾き語りライブのほか、6～7年ぶりとなったバンド形式での公演(Gt.菅大助、Ba.牧田拓磨、Key.＆Mnp.炭竃智弘、Dr.石川洋)も実施。
[近年の配信音源・映像等]
2020年5月16日より、『田澤孝介LIVE ALBUM 「39→40」』(2019年CDリリース)のダウンロード・サブスクリプション配信を開始[5]。
2021年4月2日、公式YouTube Channel上にて、現在入手困難となっているLIVE DVD “The Ballad Room” (2015.10.11@TOKYO FM HALL)に収録の映像「キミのそばで」「ここに僕らの」「夢の居場所」「生きてこそ」「新月の心」「蒲公英」「セセラキ」計７曲を公開[6]。
2022年9月2日、ロックバンド「キズ」のVo.来夢がゲストボーカリストを迎えてキズの楽曲をセッションするコラボレーション企画(YouTube)の第三弾「一撃‐3rd season-」の第1回ゲストとして出演し、キズの楽曲「夢」をセッションした[7]。
2023年からは「一撃」の派生としてゲストボーカリストの楽曲を歌唱する企画「反撃」が毎年正月に行われており、田澤は2025年1月3日、『一撃 お正月スペシャル−反撃−2025』の第三弾ゲストとして出演、「Waive」のボーカリスト「田澤孝介」として、Waiveの代表曲「いつか」をセッションした[8]。
2018年に第1回が開催されたイベントライブ<VOCAL SUMMIT>および、そこから派生した<VOCAL SUMMIT CLASSICAL>(2021～)には毎回出演しており[9]、2022年9月19日、VOCAL SUMMIT CLASSICAL第1回公演 (2021年9月4日)のライブ音源をダウンロード・サブスクリプション配信限定でリリース[10]。
2022年12月5日より、3rd mini album『想奏ノスタルジア』(2018年CDリリース)のダウンロード・サブスクリプション配信を開始。
2023年12月24日のYAMAHA HALL公演にて、2024年1月より3か月連続の既存楽曲Rearrange ver.配信リリースを行うことを発表。(2曲ずつ、計6曲。アレンジャー：炭竃智弘)
2024年1月24日、第1弾として「夢の居場所(Rearrange ver.)/新月の心(Rearrange ver.) 」をリリース。「夢の居場所」はMusic Videoも同時公開。
その他、公式YouTube Channelにて配信中（#弾き語り・#Cover参照）

- エルニシオン
小崎宏悦とのボーカルユニット。
同じマンションの隣に住んでいる、という偶然から結成に至った。現在仮眠中。
2020年5月16日より、『エルニシオン シングル集「Singles」』『エルニシオン アルバム「LR」』のダウンロード・サブスクリプション配信開始[5]。

- SPIRAL MIND
2008 年、ソロ活動を開始した田澤の元に、ギター・菅大助、ベース・工藤嶺、サポートドラマーとして土方幸徳が集結し結成。
2009 年、バンド名を正式に「SPIRAL MIND」とし、本格的に活動を開始した[11]。

- Rayflower
SOPHIAのキーボーディスト、都啓一を中心に結成されたバンド。詳細は【Rayflower】参照。

- Waive
2020年に結成20周年を迎え、2021年2月23日に20周年記念公演を実施。同年7月31日より、コロナ禍によって奪われた20周年をやり直すプロジェクトをスタートし、2022年1月29日にファイナルを迎えた。2023年4月11日、正式な再結成と日本武道館公演をもっての解散を発表(公演日：2026年1月4日)。詳細は【Waive】参照。

- Karma
rice、ex.Raphaelの櫻井有紀とのボーカルユニット。詳細は【Karma】参照。

- 偽聖飢魔II
聖飢魔IIのファンであるメンバーが集結し結成されたコピーバンド。
テレビ番組『AKBINGO!』に出演。同番組内のコーナー、「第一回全力バンド選手権」においてGIVE ME FIVE!のバンドアレンジを披露して優勝を果たした[12][13]。
都内を中心にワンマンライブなども行っていた。

- JAM
UNISTのTAMATE BOXとのユニット。
2015年の「おしゃべリズム外伝－TAMATE BOXと植田健一の夜なので放送事故-」で共演した際、あまりにも意気投合した二人が、「おしゃべリズムのような」場として始めた。ライブの内容は、お酒とトークを交えて多ジャンルの曲をカバーし披露する形式。その場でファンのリクエストを聞き即興で披露することも多い。
2016年2月21日にJAMとしてシングル「月と太陽」を発売。作曲はTAMATE BOX、作詞は田澤、TAMATEの共作である。

- 青春アバンチュール
Vo.田澤孝介・Gt.岡本竜治・Gt.菅大助・Ba.高井淳・Dr.楓による5人組ロックバンド。
自称日本一のコピーバンドとして、2021年に10周年を迎えた[14]。2019年8月には初ワンマンライブも行っている[15]

- ゴッド田澤‐ゴッド田澤トライアル‐ゴッピンタザワトライアルズ
それぞれ、the god and death stars/田澤孝介、the god and death stars/田澤孝介/eStrial、the god and death stars/joppin:cal/田澤孝介/eStrialによる対バンライブ。ゴッド田澤、ゴッド田澤トライアルではツアーも行っていた。また、2014年ゴッド田澤名義でコラボCDをリリースしている。
- fuzzy knot
田澤(Vo.)・シドのShinji(Gt.)によるユニットプロジェクト。2021年4月20日、田澤・Shinjiの両Twitterアカウントに突然、Instagramのリンクが投稿され、翌21日に情報解禁。4月26日、配信シングル『こころさがし』でデビューした。同年6月30日、1st full Album『fuzzy knot』リリース。同年11月14日、Zepp Tokyoにて１stライブを開催。詳細は【fuzzy knot】参照。

- Color of Voice
田澤孝介×TAKUMA(現在は牧田拓磨名義)による表現の形。もともと田澤とTAKUMAのツーマンライブの形式で『Color of Voice』というイベントを何度か開催しており、2020年に始まったコロナ禍をきっかけに、公演を配信ライブの形で届けようとツインボーカルのスタイル「Another Dimension」に変更しての活動を開始。
現在の基本編成は田澤孝介(Vo.)・牧田拓磨(Vo.)・下間隆史(TAKAFUMI)(Per.)・炭竃智弘(Pf.またはKey.)の4人編成。公演によってはバンドスタイルでもライブを行い、下間隆史はDr.を担当、馬庭広孝(マニー)(Ba.)・中間正太(Gt.)を加えた6人編成となる。
2020年6月21日、第1回配信を実施。
2021年4月11日、初の有観客＆配信公演を実施。同年、互いのソロ曲をセッションしたミュージックカード「Harmony-01」「Harmony-02」をリリース。
2022年3月26日、初のバンドスタイルによる有観客＆配信公演を実施し、初のオリジナル曲「予感」を発表。本公演にて、以後Color of Voiceにおいては「牧田拓磨」名義で活動することを発表(2023年2月19日より、TAKUMAのソロ活動名義も牧田拓磨に変更されている)。
2022年5月より、アーティスト名を「Color of Voice」とした活動を開始。5月8日には、同年3月の公演にて披露した前述の「予感」を配信リリースし、5月13日より「Color of Voice」として初のツアーを実施(なお、配信サイト登録手続きの都合上「予感」リリース時から2024年4月現在まで、牧田拓磨ではなくTAKUMA表記のままとなっている)。
2022年からは毎年、夏の終わりをコンセプトとした「Color of Voice 夏暮れのハーモニー」として、メンバーが浴衣や甚平に身を包んだ有観客＆配信公演を実施している。(田澤・牧田が浴衣、下間・炭竃が甚平)
2022年11月6日の公演にて、新曲「イイね」を発表。
2023年4月7日のツアー東京公演にて、新曲「Plastic Heart」を発表。
2024年4月23日のツアー東京公演にて、新曲「Shooting Star」を発表。
#配信ライブ等および牧田拓磨#Color of Voiceも参照。

## 配信ライブ等
2020年、新型コロナウイルス感染症の影響でライブの中止・延期が続くなか、古くからの盟友ジョニーこと都竹宏樹からの誘いにより、自身初の配信ライブへの挑戦を決意。その後、不定期ながらツイキャス等を利用した配信を毎月行うようになり、2020年12月には計6本の有料配信を実施。(ゲスト枠での出演については基本的に割愛)
田澤孝介×都竹宏樹 プレミア配信LIVE「ザワづくプレミアセッション」(2020年3月～)
田澤・都竹の2人で行う配信ライブ。田澤にとっては自身初の配信ライブとなった。
第4回はエルニシオンの小崎宏悦がリモートトークゲストとして登場、エルニシオンとして事前収録の楽曲「カザミドリ」を披露。
第5回以降は田澤・都竹の両方がアコースティックギターを携えての編成となっている。
第5回と第6回の間に無料配信にて『テーマソングをつくろうキャス』を開催、第6回配信で、完成した『ザワづくプレミアセッションのテーマ』を初披露。
第8回は、年末スペシャルとして3時間の配信を実施。
2021年3月、第10回配信において活動1周年を迎えた。
第11回・12回は、それまでのカバー曲中心のセットリストから『持ち曲縛り』セットリストに変更しての配信を実施。
田澤孝介×TAKUMA プレミア配信「Color of Voice -Another Dimension-」(2020年6月～)
田澤孝介(Vo.)・TAKUMA(Vo.)・TAKAFUMI(Per.)・炭竃智弘(Pf.)の編成で実施。コロナ禍以前は対バン形式で行われていたものを、配信ライブとして届けるにあたりツインボーカルの新しいスタイルに変更したものである。
第3回は横浜O-SITEの閉店発表を受けて同店より配信。
第6回となる2020年12月25日には、Xmas Specialと題した配信を実施。
第9回となる2021年4月11日には、横浜mint hallにて、現編成となって初の有観客&配信公演を実施。以降、感染状況等に応じて、配信のみの公演または、有観客&配信公演を行う形としている。
第11回となる2021年6月12日公演のMCにて、ミュージックカード『Harmony-01』の発売を発表。
それぞれのソロ楽曲を配信ライブで披露された炭竃氏アレンジver.でレコーディングし音源化したもので、 収録楽曲は『セセラキ』(田澤ソロ楽曲)・『なのに…』(TAKUMAソロ楽曲)および、同ライブver.・Voiceless ver.
第12回は横浜mint hallにて、有観客＆配信で2部制公演を実施。田澤・TAKUMAがともにアコースティックギターを携えて数曲演奏する姿もみられた。
2021年8月13日、ミュージックカード『Harmony-02』の発売を発表。収録楽曲は『カナリア』(田澤ソロ楽曲)・『BLUE MOMENT』(TAKUMAソロ楽曲)および、同ライブver.・Voiceless ver.
第15回となる2021年10月15日公演では、ハロウィンにちなんだスペシャルライブを実施。田澤がハロウィンの仮装ライブを行うのは、自身の記憶にある限り初めてとのこと。
2022年2月14日には、急遽決定したバレンタインスペシャルライブを実施。田澤ソロの配信ライブで使用実績のあるAPIA40から無観客配信を行った。
同年3月26日には、「Color of Voice - REAL SOUND -」として、ツインボーカルかつバンドスタイルでの有観客＆配信の２部制公演を開催。両公演で、初のオリジナル曲「予感」(作詞・作曲TAKUMA)を発表。
同年5月より、アーティスト名を「Color of Voice」とした活動を開始し、『予感』配信リリースおよび、初となるツアー(全公演有観客＆配信)を実施。
その後もColor of Voiceとしての活動を積極的に行う中、2023年6月24日には、渋谷REXにて田澤孝介・牧田拓磨のツーマンライブ『LとR』を実施(有観客＆配信・2部制公演)。
2023年12月15日、特別放送「クリスマス会 2023」(無観客配信)を実施。無観客配信としては2022年2月14日ぶり。
田澤孝介
- ひとりキャス(2020年6月～)

第1回～第4回は田澤孝介@STAFF、第5回以降は新アカウントから配信を実施。無料配信。
- ひとりキャスプレミア配信「密室」(2021年10月〜)

新アカウントから有料配信を実施。
- 田澤孝介 バースデー配信 「T.TAZAWA 生誕42周年記念 生配信」(2020年11月23日、公式YouTube Channelにて無料配信。)[18]

- Takayuki Tazawa プレミア配信LIVE「Cover Night 2020」/「Ballad Box 2020」(2020年12月16日/18日)

新型コロナウイルス感染拡大の影響で中止になったソロツアーを締めくくる形の配信ライブ。田澤孝介(Vo.)と山本裕太(Pf.)の編成で、ツアー当時のセットリストにて、カバー曲のみの「Cover Night」とオリジナル曲のみの「Ballad Box」を1日ずつ実施。
- 田澤孝介ツイキャスプレミア配信　弾き語りワンマンライブ「Ballad Box 〜Soloist〜」(2021年12月17日)
- ラジオキャス
- ゲーム実況配信

Karma プレミア配信「the third place」(2020年7月～)
Rayflower
- Rayflower 10th Anniversary LIVE “Amazing Road”(2020年9月20日、ZAIKOにて配信。)
- RemoteFlower vol.1(2020年12月9日、ZAIKOにて配信。)
- RemoteFlower vol.2(2021年6月7日、ZAIKOにて配信。)
- Rayflower LIVE 2021"Open Mind"(2021年12月7日、有観客ライブ&無料生配信)

青春アバンチュール
- 配信アバンチュール (2020年12月23日実施。ystreamの配信システムを用いた、収録ライブ+生トークの有料配信。)
- 五月雨アバンチュール(2022年5月27日実施。有観客ライブ&配信)

Waive
- Waive 20周年記念 Special GIG【ライブハウス渋谷公会堂へようこそ。】(2021年2月23日、有観客ライブの模様を生配信。)
- Waive 2Øth Anniversary Again #2 TOUR「NEED...?」(2021年11月23日、有観客ツアーのファイナル公演を生配信。)

いずれも配信プラットフォームは「LiveHeaven!」
fuzzy knot
fuzzy knot#公式YouTube配信を参照。
都啓一×田澤孝介「Music LAB.」 (2021年7月～)
その他
- テストの部屋(第二回)(杉本善徳×田澤孝介 有料トーク配信、2021年10月16日。「LiveHeaven!」の機能改善テストを目的とした生配信。)

## Web Radio
田澤孝介の人生保管計画(2020年7月～)
オフィシャルブログと同名のタイトルをつけ、近況や過去のエピソードなどを自由に語るWeb Radioを公式YouTube Channel上で公開。各話冒頭とラストには自身の楽曲『Wave Rider(「想奏ノスタルジア」収録)』を使用。
1. 第壱話「配信、始めました」
2. 第弐話「乱視になりました」
3. 第参話「ガングリオン、襲来」
4. 第四話「コントンジョノイコ」
5. 第伍話「体育館の舞台でワールド集会と叫んだこども」
6. 第六話「初めての恩師」

## 弾き語り
2020年、新型コロナウイルス感染症の影響によるライブ自粛を契機に、新たな挑戦としてアコースティックギターによる弾き語りに取り組みはじめた。ひとりキャス・ザワづくプレミアセッション・Karma プレミア配信・Music LAB.といったツイキャス配信の場や、公式YouTubeで公開中の弾き語り動画等にて演奏を披露している。有観客での演奏例としては、Waiveの杉本善徳と行ったディナーショー、Color of Voice -Another Dimension-(有観客+配信公演)の一部公演、fuzzy knotワンマンライブでの演奏(楽曲：キミに降る雨)等が挙げられる。2021年12月17日、アコースティックギター弾き語りワンマンライブ(無観客配信)を開催。2022年7月23日、弾き語りスタイルでイベントライブに出演し、7月末より、弾き語りワンマンライブの全国ツアーを実施。
オリジナル楽曲のアコースティックギター弾き語りVer.(公式YouTube Channel)
- 夜に願えば
- 生きてこそ
- ここに僕らの

## Cover
プロジェクトによっては、有観客ライブや配信ライブ・ツイキャス等の場で、他アーティスト楽曲のカバーを披露することも多い。また、カバー曲のみによるソロワンマンライブも行っている。一部の音源・映像を公式YouTube Channel上で公開している。
- 糸／中島みゆき
- 命の別名／中島みゆき
- スキップ・ビート／KUWATA BAND
- 冬のエトランジェ／MISIA

ほか

## ディスコグラフィー
|                | 発売日         | タイトル                                                                     | YouTube |
| -------------- | -------------- | ---------------------------------------------------------------------------- | --- |
| 1st single     | 2008年5月5日   | 新月の心/愛情論                                                              | |
| 2nd single     | 2008年10月28日 | レッサーパンダ君/Serious                                                     | |
| 3rd single     | 2009年2月19日  | 蒲公英〜風に舞え〜/新月の心                                                  | |
| 1st mini album | 2011年11月23日 | 灼熱の月、儚キヲ訊ウ                                                         | |
| 1st LIVE CD    | 2012年5月1日   | 新月の心                                                                     | |
| 1st LIVE DVD   | 2012年5月1日   | 新月の心                                                                     | |
| 1st full album | 2012年11月23日 | ここに僕らの―                                                                | |
| 2nd mini album | 2013年12月26日 | 恍惚の刃                                                                     | |
| 4th single     | 2015年10月5日  | Sandglass                                                                    | |
| 2nd LIVE CD    | 2016年1月17日  | The Ballad Room                                                              | |
| 2nd LIVE DVD   | 2016年2月6日   | The Ballad Room                                                              | 一部楽曲を公開(「キミのそばで」「ここに僕らの」「夢の居場所」「生きてこそ」「新月の心」「蒲公英」「セセラキ」) |
| 3rd mini album | 2018年5月16日  | 想奏ノスタルジア(CD) 【Loppi・HMV限定流通盤】                                | 「カナリア」Official Bootleg Video (Short Ver.)                                                                |
| 3rd LIVE CD    | 2019年2月3日   | LIVE ALBUM「39→40」(CD)                                                      | |
| digital        | 2020年5月16日  | LIVE ALBUM「39→40」(配信)                                                    | |
| digital        | 2022年9月19日  | LIVE「VOCAL SUMMIT CLASSICAL 2021」                                          | |
| digital        | 2022年12月5日  | 想奏ノスタルジア(配信)                                                       | |
| digital        | 2024年1月24日  | 夢の居場所(Rearrange ver.)/新月の心(Rearrange ver.) (配信シングル)           | 「夢の居場所(Rearrange ver.) 」Music Video                                                                     |
| digital        | 2024年2月24日  | 赤い大きな月の夜(Rearrange ver.)/恋の彼方に(Rearrange ver.) (配信シングル)   | 「赤い大きな月の夜(Rearrange ver.) 」Music Video                                                               |
| digital        | 2024年3月24日  | Mechanism stupid (Rearrange ver.)/夜に願えば (Rearrange ver.) (配信シングル) | 「Mechanism stupid (Rearrange ver.)」Music Video                                                               |